# علي علوي

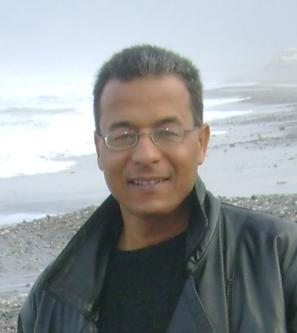
علي علوي

علي علوي 6 أكتوبر 1960 في مدينة بسكرة. شاعر ومؤلف جزائري له العديد من المؤلفات الشعرية والقصص المسرحية وأغاني وقصص الأطفال أيضا، كما كتب لصالح عدد من الصحف والمجلات الجزائرية مثل جريدة النصر ومجلة الوطن العربي وجريدة السياسي.

## حياته
ولد علي علوي في مدينة بسكرة الواقعة جنوب شرق الجزائر، بدأ حياته العملية أستاذاً لمادة النشاط الثقافي عام 1979 إلى غاية عام 1983، وفي شهر يناير عام 1984 سافر إلى ألمانيا لاجراء تبرص في مجال صناعة الكوابل الكهربائية كرئيس فرقة حتى يونيو 1985 حيث عاد إلى الجزائر للعمل في شركة صناعة الكوابل في مدينة بسكرة، عام 1990 سافر إلى فرنسا ودرس في معهد اللغة والحضارة في باريس.

## بعض من مؤلفاته
- ديوان سمعي (شريط كاسيت) في الشعر الشعبي عام 1999
- القصائد والأغاني في الشعر الشعبي والفصيح.
- سلسلة قصصية للأطفال عنوانها «فارس الأحلام» طبع منها العدد الأول بعنوان «رسالة إلى الله» باللغتين العربية والفرنسية وعرض في الصالون الدولي للكتاب في الجزائر العاصمة وأيضا في الصالون الدولي للكتاب في باريس 2004 - 2005. كما له أوبرات للأطفال من بينها
- أطفال ولكن...
- شباب ولكن...
- رسالة إلى الشهيد
- 8 مارس

كما قام بإنتاج عدد من البرامج التلفزيونية الخاصة بالأطفال لصالح التلفزيون الجزائري. كما أنه عضو في كل من الديوان الوطني لحق التأليف منذ عام 2001 وعضو أيضا في الاتحاد الوطني للفنون الثقافية منذ عام 1989 وعضو في مكتب الرابطة الوطنية للأدب الشعبي منذ عام 2006.

## وصلات خارجية
- الحوار الذي أجرته جريدة الأحداث مع الشاعر الجزائري علي علوي.